# Александер, Джеймс
Дже́ймс Уэ́дделл Алекса́ндер (англ. James Waddell Alexander; 19 сентября 1888, Си-Брайт, Нью-Джерси, США — 23 сентября 1971, Принстон, Нью-Джерси) — американский математик.
Член Национальной академии наук США (1930).

## Биография
Родился в семье художника Джона Уайта Александера. 
С момента основания в 1933 году работал в Институте перспективных исследований в Принстоне, был одним из его постоянных членов.
Был известен также как альпинист (его имя носит кратер Александера (англ. Alexander’s Chimney) в Скалистых горах).

## Вклад в науку
Основные работы лежат в области алгебраической топологии. Доказал топологическую инвариантность симплициальных гомологий, поставив на твёрдый фундамент топологические работы Анри Пуанкаре.
Исследовал «двойственность Александера» — связь между гомологическими свойствами взаимно дополнительных подмножеств топологического пространства (для полиэдров). Александер также ввёл понятие когомологий, которое приобрело большое значение в топологии и особенно в гомологической алгебре (независимо от него это понятие ввeли Андрей Николаевич Колмогоров и И. И. Гордон (аспирант Льва Семёновича Понтрягина).
Один из основателей теории узлов, где ввёл инвариант Александера.
В работах по общей топологии установил критерий компактности топологического пространства по свойствам его предбазы, известный как теорема Александера о предбазе.
- Рогатая сфера Александера — вложение сферы в {\displaystyle \mathbb {R} ^{3}}, ограничивающая область, не гомеоморфную {\displaystyle \mathbb {R} ^{3}}

Его имя носят
- Рогатая сфера Александера
- Полином Александера
- Трюк Александера

## Политика
Будучи человеком левых взглядов, подвергался нападкам во время сенаторства Маккарти, в 1954 подписал письмо в защиту Роберта Оппенгеймера.